# Hakiulus occidentalis
Hakiulus occidentalis är en mångfotingart som beskrevs av Loomis 1975. Hakiulus occidentalis ingår i släktet Hakiulus och familjen Parajulidae. Inga underarter finns listade i Catalogue of Life.